# Signifer

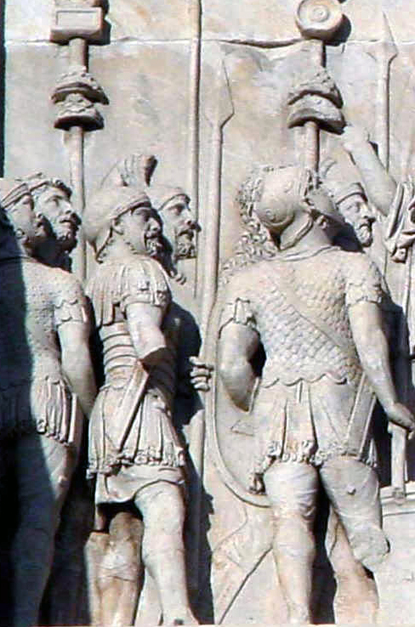
Một mảng phù điêu trên Khải hoàn môn Constantinus - Roma điêu khắc các signifer cùng những tháp biểu trưng signum.

Signifer là hạ sĩ quan mang tháp biểu trưng trong Quân đội La-mã cổ đại. Quân nhân này mang một tháp biểu trưng được gọi là signum của một centuria hoặc một cohors. Mỗi centuria có một signifer, do đó có 59-60 signifer trong một Quân đoàn. Signifer của centuria đầu tiên (CEN-I) trong một cohors là người có thâm niên cao nhất trong số 6 signifer. Tháp biểu trưng của quân nhân này tượng trưng cho toàn bộ cohors.

## Signifer với nhiệm vụ mang tháp biểu trưng

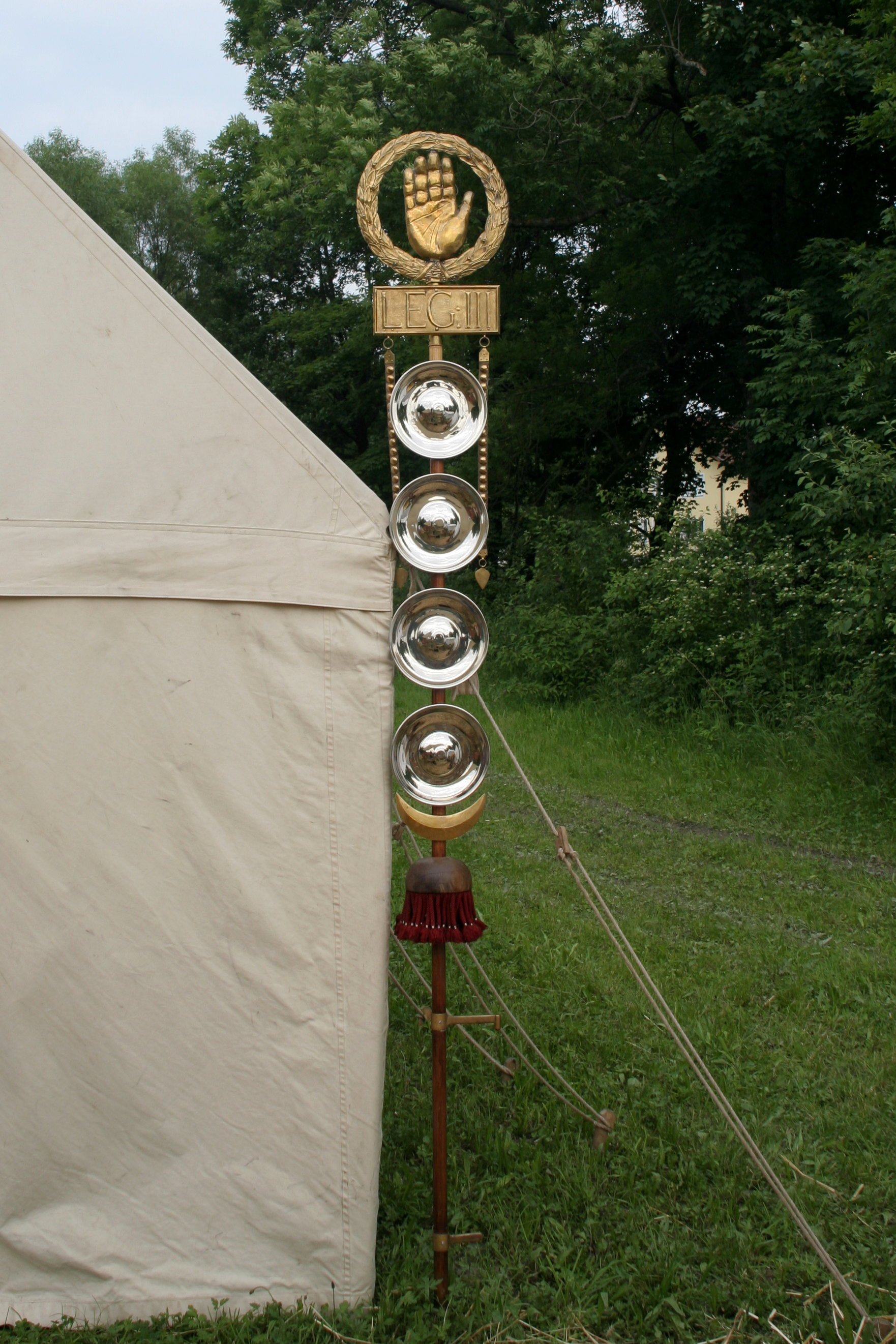
Một tháp biểu trưng signum, với biển phiên hiệu mang cụm từ viết tắt LEG-III (Legio III, tức là centuria hay cohors này thuộc Legio III).

Tháp biểu trưng mà signifer mang là biểu tượng quân sự của toàn đơn vị. Nó bao gồm một số đĩa phalera (một dạng huân huy chương tập thể) cùng với một số bộ phận khác được gắn trên cùng một cây gậy. Đỉnh của cây gậy này có thể được gắn một lưỡi giáo, hoặc một hình bàn tay đang mở được gọi là "manus". manus tượng trưng cho lời thề trung thành mà các binh sĩ phải đọc khi nhập ngũ. Đôi khi đỉnh tháp biểu trưng còn bao gồm một vòng nguyệt quế, tượng trưng cho vinh quang hoặc phần thưởng đơn vị đạt được.
Nhiệm vụ mang tháp biểu trưng trên chiến trường là vô cùng nguy hiểm, bởi vì signifer phải đi đầu đội hình và chỉ có một tấm khiên nhỏ (parma). Signum là biểu tượng của một centuria, tượng trưng cho danh dự và những chiến công họ đạt được. Centurion ở đâu, signifer đi theo tới đó, và signum chính là dấu hiệu nhận biết trên chiến trường cho các binh sĩ trong centuria tìm được chỉ huy của họ. Việc tháp biểu trưng bị đánh mất hoặc bị đổ xuống trên chiến trường là một sự xỉ nhục không thể chấp nhận đối với toàn bộ quân nhân trong đơn vị.
Một binh sĩ thông thường cũng có thể trở thành discent signiferorum (Học viên được huấn luyện để trở thành signifer).

## Signifer với nhiệm vụ nhân viên tài chính
Ngoài việc mang tháp biểu trưng signum, signifer còn có trách nhiệm quản lý tài chính của đơn vị, cũng như làm thủ quỹ nhận gửi, rút tiền từ các quân nhân khác trong nội bộ centuria.
Signifer là quân nhân lương bậc 2 (được trả gấp đôi lương cơ bản), ngang với optio.

## Signifer thời kỳ Cộng hòa và thời kỳ Đế chế
Dưới thời kỳ Cộng hòa, có lẽ thuật ngữ "signifer" được áp dụng cho toàn bộ quân nhân mang biểu trưng từ cấp centuria tới cấp Quân đoàn.
Đến thời kỳ Đế chế, "signifer" chỉ là một phân loại trong số các quân nhân mang biểu trưng đơn vị (signiferi), trong đó còn bao gồm aquilifer, imaginifer, duplicarius, vexillarius và draconarius.